# いずみ高等支援学校
いずみ高等支援学校（いずみこうとうしえんがっこう）は、宮城県仙台市宮城野区安養寺二丁目にある私立特別支援学校である。学校法人明和学園が運営。全国でも珍しい女子のみの私立特別支援学校で、高等部と専攻科がある。知的障害を主な教育領域とする。
2021年3月までは、宮城県内では唯一の私立特別支援学校であった。

## 概要
いずみ養護学校の創設者である田山彦六・仁子夫妻は学校法人明和学園明和女学院を運営する傍ら、仙台市向山にあった知的障害者施設宮城県亀亭園に対して衣料補修などのボランティア活動を行っていた。ところが1956年（昭和31年）に亀亭園は火災で焼失した。知的障害児の保護者からなる「仙台市手をつなぐ親の会」が明和学園に障害児の指導を依頼した。
こうして1958年（昭和33年）にいずみ学園が、中学卒業年齢の生徒のための職業補導施設として創設された。1962年（昭和37年）2月文部省に対して私立養護学校設置について申請し、これが認可される。同年4月に、いずみ養護学校として開校した。私立では日本で初めての養護学校である。
1964年以降、昭和天皇から幾度か御下賜金を賜る。
1966年就労困難な生徒・卒業生を対象に附属授産所（後の"いずみ授産所"）を設置する。1969年4月には専攻科が設置された。
2012年4月、現在のいずみ高等支援学校に改称された。これにより、宮城県内から、養護学校という名称を持つ学校は姿を消すことになった。

## 学部
- 高等部（本科・3年）
- 専攻科（2年）